# 四国大学
四国大学（しこくだいがく、英語: Shikoku University）は、徳島県徳島市応神町古川字戎子野123番地1に本部を置く日本の私立大学。1925年創立、1966年大学設置。大学の略称は四国大（しこくだい）。

## 概要
四国大学は、「全人的自立」を建学の精神としている総合大学。大学院と短期大学（四国大学短期大学部）が併設されている。「先進的地域貢献型大学」を目指し、社会人基礎力や自己教育力などを体得を目標としている「四国大学スタンダード」を基盤として教育・研究を行なっている。文部科学省「地（知）の拠点整備事業」（大学COC事業）の採択校として地域教育の推進と産学公連携活動を展開している。官民留学支援制度「トビタテ！留学JAPAN」の派遣学生比率で、2016年には全国の私立大学で第1位となっており、地方の私立大学ながらも、グローバル教育・グローバル人材の育成にも力を入れている。

## 沿革
- 1925年（大正14年）09月 - 徳島洋服学校創設
- 1943年（昭和18年）04月 - 徳島洋服学校を徳島服装学校に名称変更
- 1944年（昭和19年）03月 - 第二次世界大戦の影響により一時休校
- 1949年（昭和24年）04月 - 徳島服装女学校として復興
- 1961年（昭和36年）04月 - 徳島家政短期大学開学、家政科を設置
- 1963年（昭和38年）
  - 04月 - 徳島家政短期大学を四国女子短期大学に改称。文科を増設。徳島服装女学校を徳服文化学院に改称
  - 09月 - 徳島市応神町古川へ移転
- 1964年（昭和39年）04月 - 四国女子短期大学に幼児教育科設置。四国女子短期大学の文科に国語専攻、英語専攻を設置
- 1966年（昭和41年）04月 - 四国女子大学開学。家政学部家政学科を設置。四国女子短期大学附属幼稚園設立
- 1967年（昭和42年）
  - 04月 - 四国女子短期大学の家政科に家政専攻と食物栄養専攻を設置
  - 10月 - 学校法人徳服学園を学校法人四国女子学園に、徳服文化学院を四国文化服装学院に改称
- 1968年（昭和43年）04月 - 四国女子大学家政学部に児童学科と管理栄養士養成課程設置。四国女子短期大学に音楽科を増設。四国女子短期大学の幼児教育科を児童教育科に改称。四国女子短期大学の家政科に家政経済専攻設置
- 1969年（昭和44年）04月 - 四国女子短期大学家政科に服飾デザイン専攻設置。四国女子短期大学附属保育所設立
- 1970年（昭和45年）
  - 03月 - 1963年（昭和38年）09月からのキャンパス移転が完了する
  - 04月 - 四国女子大学家政学部児童学科に児童学専攻、児童教育専攻を設置
- 1972年（昭和47年）04月 - 四国女子大学に文学部国語国文学科、英語英米文学科を増設。四国女子短期大学児童教育科に初等教育専攻、幼児教育専攻を設置
- 1973年（昭和48年）04月 - 四国女子短期大学附属幼稚園を四国女子大学附属幼稚園に改める
- 1974年（昭和49年）04月 - 四国女子大学家政学部に被服学科を設置
- 1978年（昭和53年）04月 - 四国女子短期大学を四国女子大学短期大学部に改称
- 1979年（昭和54年）04月 - 四国女子短期大学部文科の国語専攻を国文専攻に、英語専攻を英文専攻に名称変更
- 1981年（昭和56年）
  - 03月 - 米サギノーバレー州立大学（SVSU）と姉妹校提携を結ぶ
  - 04月 - 四国文化服装学院を四国文化デザイン専門学校に改称
- 1987年（昭和62年）04月 - 四国女子大学短期大学部の家政科を生活科学科と、家政専攻を生活科学専攻と、家政経済専攻を生活経済専攻と、服飾デザイン専攻を生活デザイン専攻と改称
- 1989年（昭和64年/平成元年）
  - 01月 - 四国女子大学情報処理教育センターを開設
  - 04月 - 四国女子大学短期大学部の生活科学科に生活福祉専攻を増設
- 1992年（平成04年）04月 - 学校法人四国女子学園を学校法人四国大学に、四国女子大学を四国大学に、四国女子大学短期大学部を四国大学短期大学部に改称、それぞれ男女共学となる。経営情報学部経営情報学科を増設。四国女子大学附属幼稚園を四国大学附属幼稚園と改称
- 1995年（平成07年）04月 - 家政学部を生活科学部に改称。経営情報研究所を開設
- 1996年（平成08年）01月 - 四国大学、米サギノーバレー州立大学、英ウルヴァーハンプトン大学との間で三大学姉妹校提携を結ぶ
- 1997年（平成09年）04月 - 大学基準協会の維持会員校となる
- 1998年（平成10年）04月 - 四国大学短期大学部の児童教育科幼児教育専攻を幼児教育科に改組
- 1999年（平成11年）04月 - 大学院経営情報学研究科経営情報学専攻修士課程開設
- 2001年（平成13年）04月 - 大学院経営情報学研究科経営情報学専攻博士後期課程開設。文学部書道文化学科、経営情報学部情報学科、生活科学部養護保健学科を設置。文学部の国語国文学科を日本文学科と、文学部の英語英米文学科を英語文化学科と、経営情報学部の経営情報学科を経営学科と改称。四国大学短期大学部にビジネス・コミュニケーション科を設置
- 2003年（平成15年）04月 - 大学院に文学研究科に日本文学・書道文化専攻修士課程、英語文化専攻修士課程を増設。生活科学専攻科養護保健学専攻、児童学専攻を設置
- 2004年（平成16年）04月 - 地域交流拠点四国大学交流プラザ竣工
- 2005年（平成17年）04月 - 経営情報学部経営学科を経営情報学科へ、四国大学短期大学部の幼児教育科を幼児教育保育科に改称
- 2006年（平成18年）04月 - 大学院・人間生活科学研究科人間生活科学専攻修士課程を開設
- 2007年（平成19年）04月 - 四国大学経営情報学部の情報学科を情報ビジネス学科と改称
- 2009年（平成21年）04月 - 四国大学看護学部看護学科を新設。四国大学文学部の英語文化学科を国際文化学科と、四国大学短期大学部生活学科の生活福祉専攻を介護福祉専攻と改称
- 2010年（平成22年）
  - 03月 - 短期大学部生活科学科生活デザイン専攻を廃止
  - 04月 - 経営情報学部の情報ビジネス学科をメディア情報学科と、四国大学短期大学部生活科学科を人間健康科と改称
- 2011年（平成23年）11月 - 中国湖南省の湘譚大学と学術・教育交流に関する協定締結
- 2012年（平成24年）03月 - 生活科学部養護保健学科を廃止
- 2013年（平成25年）  4月 - 四国大学大学院看護学研究科看護学専攻を設置、大学院文学研究科英語文化専攻を国際文化専攻と改称
- 2014年（平成26年） 3月- 全学共通教育センター開設
- 2014年（平成26年）10月- 地域教育・連携センター開設
- 2016年（平成28年） 4月- 四国大学附属幼稚園を四国大学附属認定こども園に移行
- 2018年（平成30年）
  - 02月 - ご当地検定「あわ検定」を初実施（予定）[2]
  - 04月 - 経営情報学部と中国湘潭大学商学院とのダブルディグリー（複数学位）プログラム開始
- 2026年　(令和8年) 4月-　経営情報学部メディア情報学科を改組し、デジタル創生学部デジタル創生学科の設置予定。

## 基礎データ

### 所在地
- 応神キャンパス（徳島県徳島市応神町古川字戎子野123-1）

### サテライトオフィス
- 四国大学西部地区スーパーサテライトオフィス（美馬市脇町大字脇町1303-3（美馬市脇町市民サービスセンター内））
- 四国大学南部地区スーパーサテライトオフィス（海部郡美波町奥河内弁才天17-1（徳島県南部総合県民局 美波庁舎内））

### 教育理念

#### 建学の精神
「全人的自立」
知識・技術の修得とともに、人間的な成長を志向し、社会に貢献できる実践的な力を確立すること

#### 四国大学歌
作詞は鈴木志郎康、作曲は三木稔

#### シンボルマーク・学章
四国大学のSを中心に知性・可能性・自由・調和を表す4枚の翼が、未来に向かって飛翔するイメージをシンボル化したもの。

### 文部科学省採択プログラム
- 「産業界のニーズに対応した教育改革・充実体制整備事業」
- 「大学生の就業力育成支援事業」
- 「大学教育・学生支援推進事業」学生支援プログラム（GP)」
- 「とくしまで学び育てる地域貢献型人材育成事業」

## 教育・研究組織

### 学部
- 文学部
  - 日本文学科
    - 日本文学コース
    - 日本文化史コース
    - 文章表現・創作コース

  - 書道文化学科
  - 国際文化学科
    - 多文化共生コース
    - キャリア英語コース
    - グローバル言語教育コース
- 経営情報学部
  - 経営情報学科
    - ビジネス経営コース
    - 流通マネジメントコース
    - 公共・地域経営コース
    - スポーツビジネスコース

  - メディア情報学科
    - eビジネスコース
    - メディアデザインコース
    - 情報システムコース
- 生活科学部
  - 人間生活科学科
    - 公認心理師コース
    - 心理・養護コース
    - デザインコース

  - 健康栄養学科
    - 栄養マネジメントコース
    - スポーツ栄養コース
    - フードデザインコース

  - 児童学科
    - 児童教育学コース
    - 保育学コース
- 看護学部
  - 看護学科

### 研究科
- 文学研究科（修士課程）
  - 日本文学・書道文化専攻
  - 国際文化専攻
- 経営情報学研究科（博士前期課程・博士後期課程）
  - 経営情報学専攻
- 人間生活学研究科（修士課程）
  - 人間生活科学専攻
    - 保健学分野
    - 児童発達教育学分野
    - 健康生活科学分野
- 看護学研究科（修士課程）
  - 看護学専攻

### 短期大学部
- ビジネス・コミュニケーション科
- 人間健康科
  - 食物栄養専攻
  - 介護福祉専攻
- 幼児教育保育科
- 音楽科
  - 演奏コース
  - 音楽制作コース
  - 音楽療法コース
- 詳細は四国大学短期大学部を参照。

### 附属研究所
- 経営情報研究所
- 言語文化研究所
- 人間生活科学研究所
- 看護学研究所
- 新あわ学研究所

### 附属センター
- 全学共通教育センター
- 地域教育・連携センター
- 情報処理教育センター
- 機器センター
- 書道研究センター
- 生涯学習センター
- 学修支援センター
- 看護研修センター

### 附属学校
- 四国大学附属保育所
- 四国大学附属認定こども園
- 四国大学附属西富田こども園

### その他の関連施設
- 大学附属図書館
- 四国大学交流プラザ（〒770-0831 徳島市寺島本町西2丁目35-8）

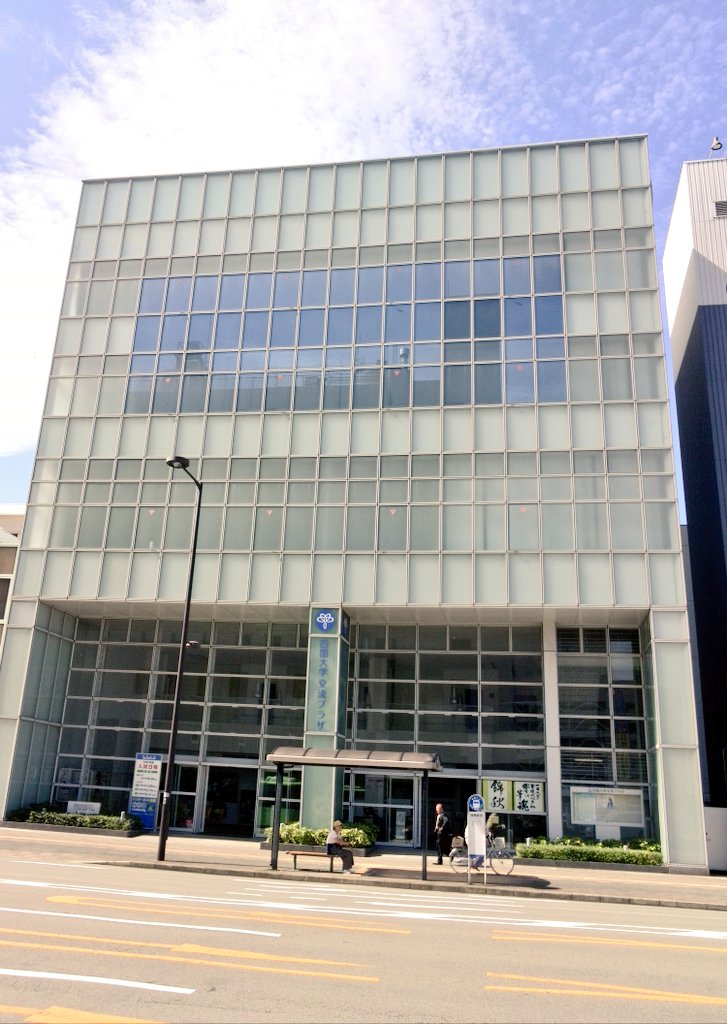
四国大学交流プラザ

- 藍の家
- 国際寮
- 四国大学しらさぎ球技場
- 四国大学日ノ上グラウンド四国大学交流プラザ

## 学生生活・教育の特色

### クラブ・サークル

#### 体育系[3]
- ソフトバレー同好会
- フットサル
- タッチラグビー
- 中国武術
- 空手道
- 男子サッカー
- 少林寺拳法
- 水泳
- エアロビック・チアダンス
- 卓球
- 剣道
- ワンダーフォーゲル
- 弓道
- 硬式テニス
- ダンス
- 陸上競技
- 男子ソフトテニス
- 女子ソフトテニス
- 男子バスケットボール
- 女子バスケットボール
- バレーボール
- ハンドボール
- 軟式野球
- 女子サッカー
- 女子ラグビー
- ライフル射撃
- サーフィン
- チアリーディング
- e-スポーツ
- 柔道同好会
- パーソナルフィットネス同好会

#### 文化系[4]
- よさこい踊り
- 軽音楽
- 阿波踊り
- 吹奏楽
- 演劇
- 三弦
- 写真
- 美術
- 筝曲
- 書道
- 茶道
- 人形劇
- 漫画研究
- ハンドベル
- E･S･S
- 文芸
- 将棋
- 学生ボランティア
- フレンドリー・キッズ
- 手話
- 手づくりおもちゃ
- ジャグリング
- クッキング
- コスプレ
- ボードゲーム
- 競技カルタ同好会
- 地域経済・未来教育研究同好会（Team Ⅰ）
- お笑い同好会
- 芳藍祭運営委員会

- クラブ・サークル活動が活発で、体育会系・文化会系の団体が多数存在し、プロスポーツ団体とも協定を結んでいる部活動もある。
- 女子サッカー部「四国大学イーグレッツ」は2015年の創部以降、四国総合体育大会優勝、インカレ全国大会に創部1年目で出場する等、優秀な成績を収めている。また、INAC神戸レオネッサとも協定を結んでいる。

### 海外への留学
- 2016年に、官民留学支援制度「トビタテ！留学JAPAN」の派遣学生比率で、国際基督教大学や津田塾大学等をおさえ、全国の私立大学で第1位となっている（毎日新聞2016年9月13日記事「＠大学「中根」の目・データが語る「トビタテ！JAPAN」派遣留学生比率私立大1位四国大」）。
- 四国大学経営情報学部と中国湘潭大学商学院とのダブルディグリープログラムを結んでおり、四国大学と湘潭大学の2つの学位が取得可能である。

### スポーツ・芸術分野への修学支援
スポーツ・芸術分野において優れた能力と情熱をもつ学生に対し、2種類の奨学制度を有している。
- スポーツ分野特別奨学金制度
  - 陸上競技、弓道、女子サッカー、女子バレーボール、女子7人制ラグビー、ソフトテニス
- 芸術分野特別奨学金制度
  - 文芸、書道、デザイン、音楽

### 高大接続キャリアアップ支援プログラム
- 入学時資格等保有奨学金
- 資格対策講座
- 資格取得奨励金制度

### 凌霄文庫（付属大学図書館内）
学術・文化財的資料として「凌霄」（徳島出身で藍の研究家・郷土史家の後藤捷一の旧蔵書）、阿波に関する地方史料および国文学関係資料など1万7千点を所蔵している。

## 地域・社会連携
COC +『とくしま元気印イノベーション人材育成プログラム』
「COC＋事業」とは、文部科学省が支援する地方創生推進事業のことである。平成27年度から5年間の予定で、徳島県内参加校と地元自治体・企業が連携して、チャレンジ精神に富む学生を育てるプログラム等を実施。
四国大学は、将来、新たな仕事を創りだせる人材育成を目的に、創業支援事業を行っている。
- ビジネスサークル「とくしまサイコー塾」
- とくしま学生ビジネスプラン道場
- 学生による「社長のかばんもち」
- チャレンジショップ

「とくしまで学び育てる地域貢献型人材育成事業」（文部科学省「地（知）の拠点整備事業」）
「とくしまで学び育てる地域貢献型人材育成事業」は、地域の課題である少子高齢化に伴う地域経済の減速を食い止めるため、全学的に地域志向型のカリキュラム・教育改革を行い、地域を志向した教育を実施するとともに、地元自治体・企業・住民とも連携し、地域貢献型人材の育成と地域の活性化を目指す。具体的には、地域教育・連携センター「SUDAchi（Shikoku University Dream Achievement：四国大学夢実現）推進室」の設置及び、自治体の協力のもと県内2ヵ所（美馬市・美波町）にスーパーサテライトオフィス（SSO）を開設。全学生を対象に実効的・多面的な地域教育を行うとともに、地域住民へ生涯教育を提供する。さらに、新「あわ学」の構築と「あわ検定」を創設し、新たな地域の魅力発見と県内外への情報発信を行い、地方私大としての新たな地域貢献型大学を提議する。
生涯学習プログラム「SUDAchi（すだち）講座」
生涯学習プログラム「SUDAchi（すだち）講座」は、サテライト双方向遠隔講義システムを用い、四国大学または四国大学交流プラザで行われる講義をインターネット回線を経由して、西部地区スーパーサテライトオフィス、美波町コミュニティホールに配信し、四国大学教員の講義を受講できるものである。講義のテーマは、「肥満に影響する食行動の不思議」「イノベーションと起業家精神」「大伴旅人と藤原房前」「19世紀ヴィクトリア朝時代に生きる、アーサー王物語の女性たち」「運動と栄養で健康づくり」「新約聖書(第二ヨハネの手紙)を読む 」「聖書(モーセ)から学ぶ -人とは何か- 」「風刺の国イギリス、その原点は文学に」（以上、平成29年度後期実施分）のように、人文社会系・自然科学系の枠にとらわれない講義が幅広く行われている。
四国大学出張講義
四国大学出張講義は、教員が高等学校からの要請に応じて、専門分野の講義を行い、高校生が大学の教育や研究に触れることによって、大学への関心を高めるとともに高等学校との連携を深めることを目的としている。講義科目は「日本文学・文化史」「書道文化」「 英語・英文学」「図書館学・哲学・生活文化」「数学・理科」「経営・経済・法律・会計」「情報・メディア」「心理・教育」「栄養・食品」「看護」「社会福祉・介護」 「歴史・文化」 「音楽」 「体育・スポーツ」と多岐にわたっている。

## 国際交流・国内交流

### 国際・学術交流等協定校（姉妹校）
2019年3月時点で4カ国6大学、1学術研究機関と協定・覚書きを結んでいる。
- アメリカ合衆国
  - サギノーバレー州立大学（1981年）

- イギリス
  - ウルヴァーハンプトン大学（1996年）
- 中国中華民国
- 浙江大学中国芸術研究所（2007年） - 部局間学術交流等協定校
- 湘潭大学（2011年）
- 中華民国
  - 銘伝大学（2016年）
- キルギス

　　・ビシケク人文大学（2019年）
　　・キルギス国立科学アカデミー（2019年）

### ワールドプラザ
ワールドプラザは、国際語としての英語の運用能力や国際性を身につける場として全学の学生に開放されている。ネイティブ教員とのEnglish lunchをはじめ、より実践的なコミュニケーションを行いながら英語を主体的に学ぶことができる環境を重視している。また、海外衛星放送やDVDの資料、各種検定の参考書や英語・中国語で書かれた本や雑誌が揃えてあり、学生が自由に学習する場を提供している。

### 海外インターンシップ
言語・文化・習慣等の壁を越えて日本と海外の長所を融合し、グローバル化時代の新たな問題を解決するとともに、地域に貢献できるグローカル人材の育成を目的として、「海外インターンシップ事業」を2015年から実施している。

### 国際寮
国際寮は、2017年3月に完成した外国人留学生と日本人学生が入寮可能な学生寮である。多国籍の学生による共同生活を通じて、様々な価値観に触れ、多文化を学び国際感覚を育むことを目的としている。

### 国内交流（単位互換、コンソーシアム等）
- 徳島大学「単位互換制度」
- 鳴門教育大学との心理学分野、教員養成分野等での連携
- 徳島県内高等学校との教育連携
- 大東文化大学「書道の単位互換等に関する協定」
- e-Knowledgeコンソーシアム四国
- 大学IRコンソーシアム

## 大学関係者

### 大学関係者一覧
- 四国大学の人物一覧